# Gemkapocs művelet
A második világháború vége felé az amerikai kormányzat számára egyre világosabb lett, hogy a háború lezárultával új ellenféllel kell a világpolitikában szembenézniük, a németekkel szembeni háborúban szövetséges Szovjetunióval. A háború utolsó évében már egyértelművé vált, hogy a két formálódó világhatalom a német technológiai fejlesztésekért és a náci birodalmat kiszolgáló szakemberekért és tudósokért kezdett versenyezni. Az amerikai hatóságok 1945-ben alapították meg erre a célra a JIOA (Joint Intelligence Objectives Agency) nevű szervezetet, melynek fő tevékenysége a titkos Gemkapocs művelet (angolul Operation Paperclip) menedzselése volt (a program eleinte az Operation Overcast – „Borús művelet” néven futott).
Ennek keretében főleg az amerikai hadsereg (Army CIC) különleges ügynökei több mint 1600 német mérnököt, tudóst és technikust menekítettek ki az összeomló Németországból az Amerikai Egyesült Államokba 1945 és 1959 között. Sokan a kimenekítettek közül a náci párt vagy akár az SS tagjai voltak, de tudásuk fontossága felülírt minden morális megfontolást.
Az elsődleges cél ekkor a szovjetekkel szembeni űrverseny megnyerése volt, ezért a program legnagyobb fogása Wernher von Braun és az ő V–2 programot fejlesztő csapatának a megszerzése volt. A szovjetek is rendelkeztek hasonló célú programmal, az Oszoaviahim művelettel (Операция Осоавиахим, Operacija Oszoaviahim), melyet az NKVD speciális egységei 1946. október 22-én hajtottak végre, és több mint 2200 szakembert (családtagjaikkal együtt 6000 személyt) gyűjtöttek be.

## Története

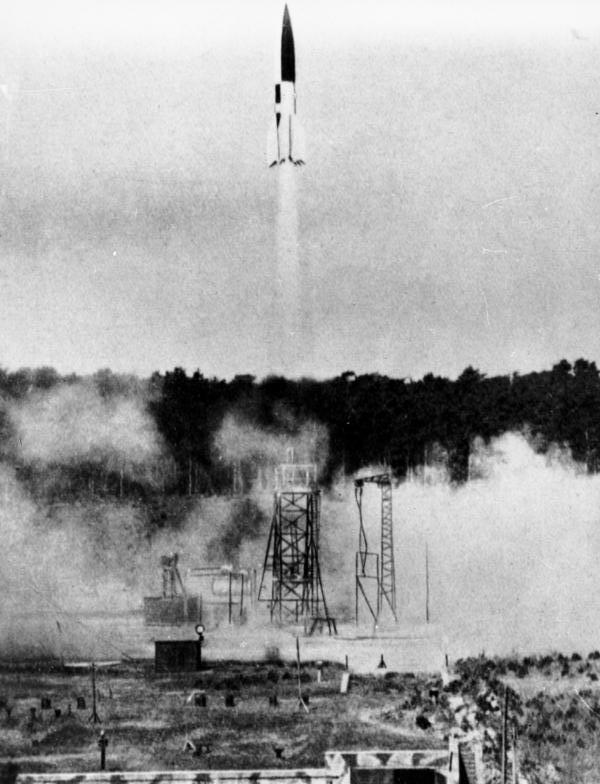
V-2 rakéta kilövése a peenemündei kísérleti bázison (1943)

A második világháború vége felé az amerikaiak (csakúgy, mint az összes szövetséges) felkészültek a háború utáni időszakra, és technológiai előnyüket a Szovjetunióval szemben német szakértőkkel tervezték megerősíteni. A németek komoly fejlesztéseket vittek végbe a háború alatt – főleg az 1943 utáni időszakban –, ezeket gyakorlatilag mindkét fél a magáénak akarta tudni.
Elsődleges cél a magfizikával kapcsolatos kutatási program volt, a német nukleáris fegyverfejlesztési program eredményeivel. Rögtön ezt követte az Aggregat 4 program, ennek kereteiben fejlesztették a németek a Vergeltungswaffe V2 rakétáikat is. Természetesen szerepeltek a „kívánságlistákon” a különféle egyéb fegyverrendszerek, a navigációs rendszerekhez fejlesztett giroszkópos technológiák, a repülőgép-építési megoldások, a sugárhajtóművek és a speciális szárnyívelési eljárások, a színesfilm-technológia, a kémiai fegyverek.
A szövetségesek a frontvonalak mögött trófeabizottságokat (németül Trophäenkommissionen, angolul T-Force) hoztak létre, ezeknek az elsődleges feladata a német szakértők begyűjtése volt.
A Terepi Információs Műszaki Ügynökség (Field Information Agency; Technical; FIAT) művelet célja „a győzelem kiaknázása, a tudomány fejlődése, valamint az Egyesült Nemzetek Szervezete tagjai termelésének és életszínvonalának javítása a német módszerek megfelelő kiaknázásával az Egyesült Államokban” volt. Ezt a műveletet „váltotta le” a Gemkapocs művelet, így a FIAT 1947-ben fejeződött be.
Már a háború kezdeti időszakában létrehozták az amerikaiak a Kombinált Hírszerzési Célkitűzések Albizottságát (CIOS, Combined Intelligence Objectives Subcommittee), mely a trófea-bizottságok munkáját koordinálta, információkat gyűjtött a T-Force egységek célpontjairól, az ipari, katonai és tudományos létesítményekről, és azok alkalmazottairól. Eleinte csak arra törekedtek, hogy a német szakértők ne vándoroljanak el Németországból, illetve célzott szabotázs-akciókat szerveztek bizonyos fejlesztések ellen.

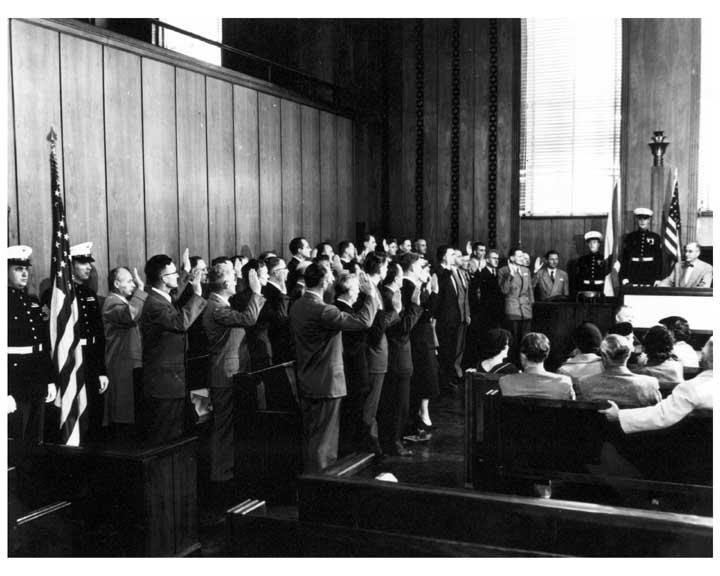
39, német születésű, „gemkapocs-művelet” tudós amerikai állampolgári eskütétele 1954-ben, a Redstone Arsenalban

Az egyik első akciójuk, a Safehaven-projekt infravörös technológiai fejlesztések ellen irányult, főleg, hogy ezek ne juthassanak el Japánba.
Később a hangsúly áthelyeződött, igyekeztek a szovjet megszállási zónából (Szászországból, Türingiából, Berlinből) minél több német szakértőt evakuálni az amerikai megszállási övezetbe. Ezekben a törekvésekben már tetten érhető volt a Szovjetunióval szembeni bizalmatlanság. Ebben az időszakban, 1947-ig mintegy 1800 szakembert és tudóst vontak be a programba, 3700 hozzátartozójukkal együtt.
Legtöbben természetesen nem kerültek be a Gemkapocs műveletbe. Őket a kihallgatásuk után jellemzően olyan – az amerikai zónában található – településeken helyezték el, ahol nem voltak kutatási létesítmények, és hetente kétszer jelentkezniük kellett a helyi rendőrségen.
Eleinte úgy tervezték, hogy egy külön program, az Urwald művelet (őserdő művelet) keretében evakuálják őket a harmadik világba, de erre soha nem került sor.

## JIOA

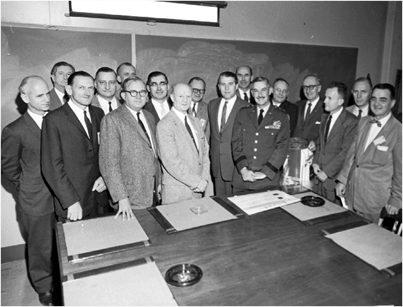
Wernher von Braun munkatársai egy általa készített fényképen (1959)

A Közös Vezérkari Főkapitányság (JCS – Joint Chiefs of Staff) 1945. július 20-án hozta létre az első titkos toborzási programot, az úgynevezett Overcast műveletet, eredetileg „a japán háború lerövidítésének és a háború utáni katonai kutatásaink támogatásának elősegítésére”. A „Borús” elnevezés a német tudósok családtagjaitól származott, eredetileg arra a lakótáborra használták, ahol Bajorországban tartották őket.
1945 nyárának végén a JCS létrehozta a JIOA-t, a Közös Hírszerző Közösség albizottságát, hogy közvetlenül felügyelje a Borús műveletet és a későbbi Gemkapocs műveletet. 1945 novemberében az Overcast műveletet átnevezték Gemkapocs műveletnek, ez a nevét azokról a gemkapcsokról kapta, amiket azok aktáinak a fedőlapjára tűztek, akiket el akartak vinni az Egyesült Államokba. Egyes források szerint ezekkel az iratkapcsokkal tűzték rá a kétes hírű tudósok új politikai személyiségeit tartalmazó iratot az többi aktájukhoz.
Egy 1946. szeptember 3-án kiadott belső előterjesztésben Harry S. Truman elnök hivatalosan is jóváhagyta a Gemkapocs műveletet, illetve kiterjesztette azt ezer német tudósra. Hivatalosan az akció célja „ideiglenes, korlátozott katonai őrizetbe vétel” volt.

## Osenberg-lista

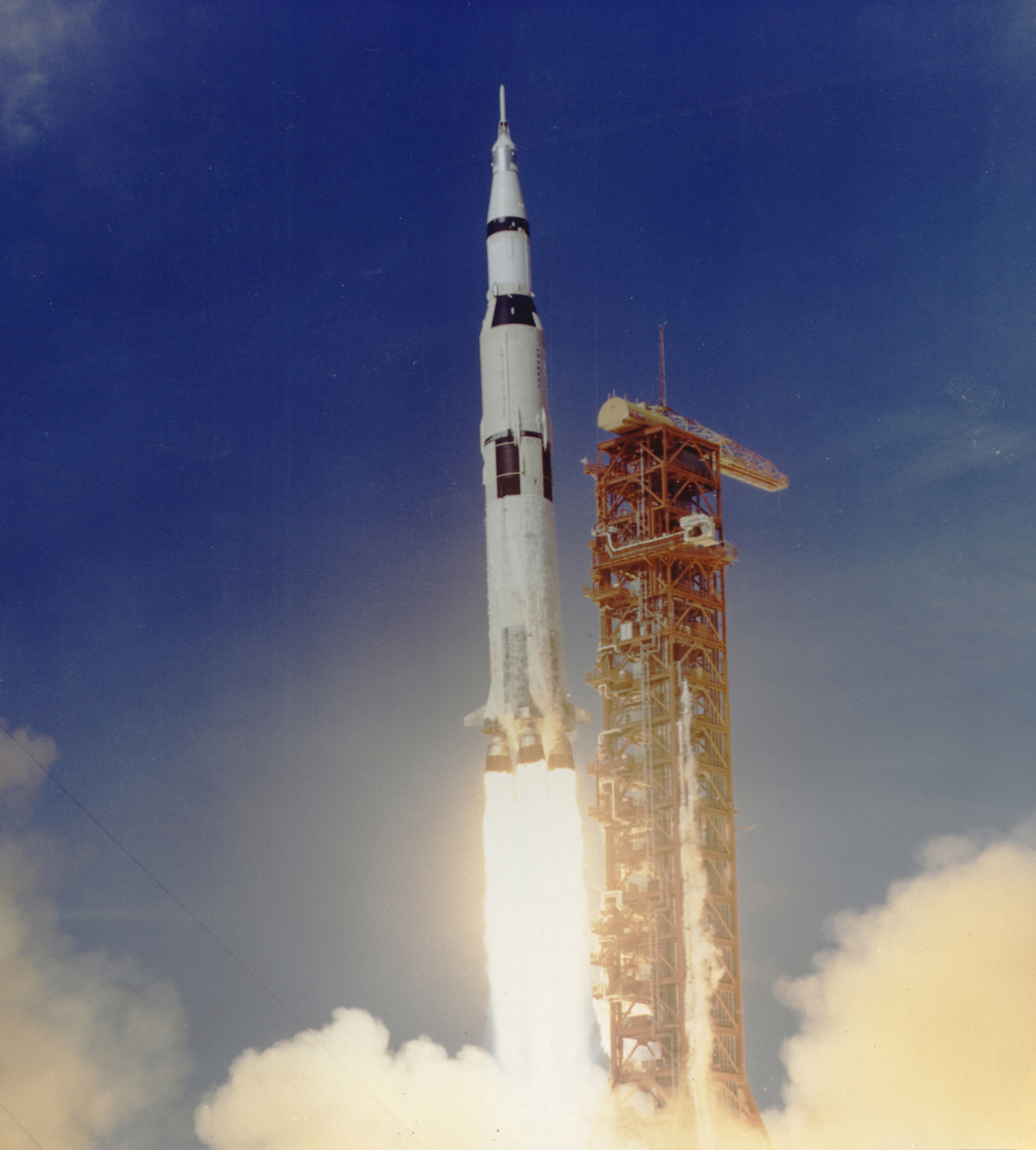
Egy Saturn V rakéta indítása a 39-es indítóállásról, 1969. július 16-án, az Apollo-11 program keretein belül. Komoly szerepe volt a Gemkapocs művelet szakembereinek a rakéta megépítésében

A második világháború 1943 utáni időszakában egyértelművé vált, hogy a náci Németország vesztésre áll a háborúban. A sikertelen hódítási időszak kimerítette a német erőforrásokat, a Großdeutsches Reich (Nagynémet Birodalom) katonai-ipari komplexumai szinte védtelenek és felkészületlenek voltak a Vörös Hadsereg ellentámadásával szemben.
1943 elején a német kormány megkezdte a tudósok, mérnökök és technikusok visszarendelését a frontról. Vissza kellett térniük kutatási és fejlesztési munkákra, hogy támogassák a német védelmet az elhúzódó háborúban a Szovjetunióval szemben. A visszarendelések fő csapásiránya a rakétafejlesztési program erőteljes támogatása volt, mely Peenemündében zajlott.
A náci kormány megkezdte a tudományos munkákhoz fontos szakértők, elsősorban tudósok, mérnökök és műszaki szakemberek azonosítását és felkutatását, politikai és ideológiai megbízhatóságuk vizsgálatát. Werner Osenberget, a Wehrforschungsgemeinschaft (Védelmi Kutatási Társaság) vezető mérnök-tudósát bízták meg a feladattal, ő állította össze a fenti kritériumok alapján az úgynevezett Osenberg-listát. Az ebben szereplő szakértőket visszaállították tudományos munkára.
1945 márciusában egy lengyel laboratóriumi szakember a Bonni Egyetemen egyik WC-jében találta meg az Osenberg-lista egy példányának a részeit; ez a dokumentum először az MI6-hez, majd később az USA-ba került. Ezt a töredékes dokumentumot használta fel Robert B. Staver, az Egyesült Államok hadseregének őrnagya a felkutatandó és kihallgatandó német tudósok listájának összeállításához; Wernher von Braun rakétatudós vezette az őrnagy listáját.

## A Gemkapocs művelet

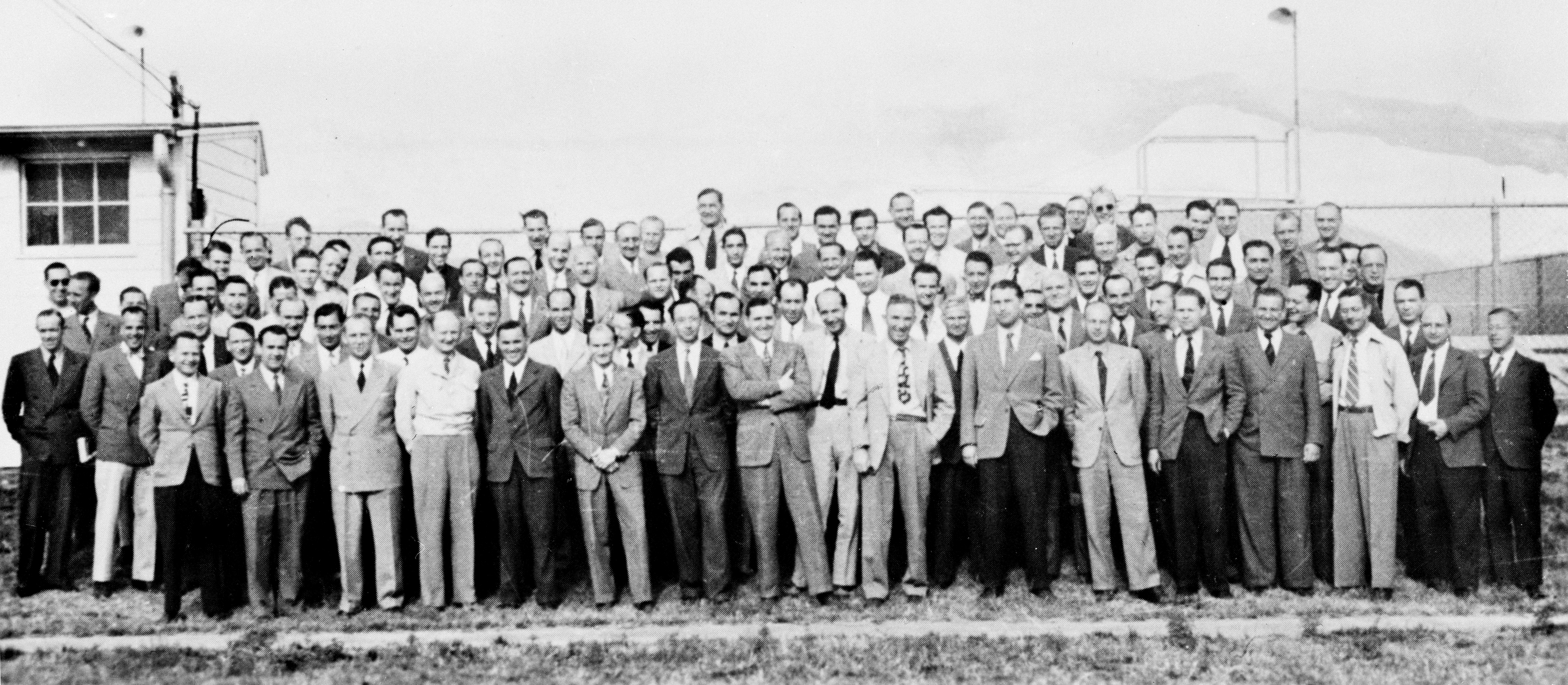
104, a Gemkapocs műveletbe bevont tudós csoportképe a texasi Fort Blissben

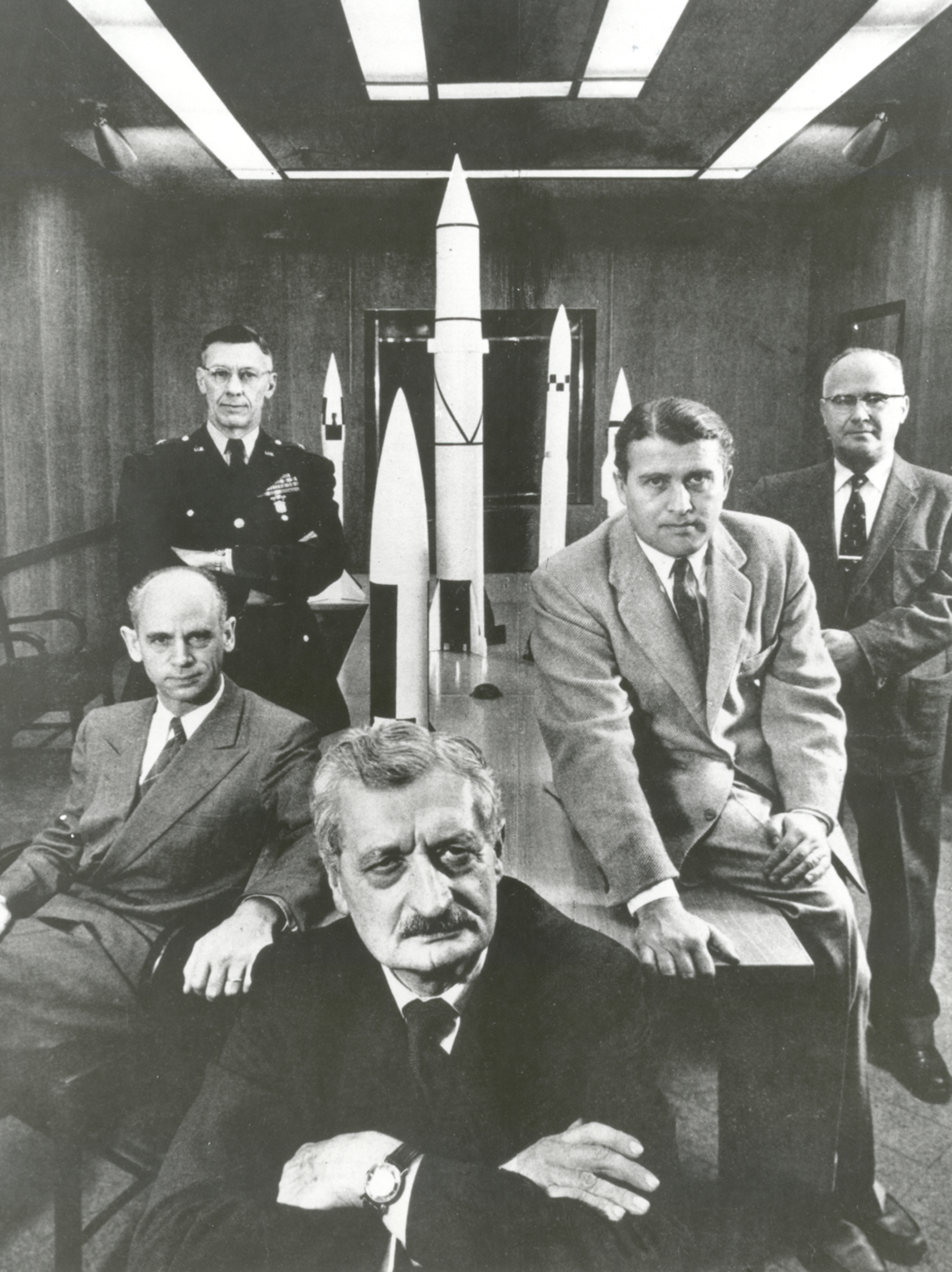
Hermann Oberth (előtérben) a Hadsereg Ballisztikus Rakéták Ügynökség tisztviselőivel 1956-ban az alabamai Huntsville-ben. Balról jobbra Oberth körül: 1) Dr. Ernst Stuhlinger (ül). 2) Toftoy vezérőrnagy, a Gemkapocs művelet parancsnoka 3) Dr. Wernher von Braun, a Fejlesztési Műveletek Osztályának igazgatója (félig ül) 4) Dr. Robert Lusser, aki 1959-ben tért vissza Németországba

1945 augusztusában, Toftoy Holger ezredes, az Egyesült Államok hadseregének Kutatási és Fejlesztési Osztályának Rakétafejlesztési vezetője kezdetben egyéves szerződést ajánlott fel a a kiválasztott rakétatudósoknak; 127-en közülük ezt elfogadták.
1945 szeptemberében a rakétafejlesztők első, hétfős csoportja megérkezett a Boston-öbölben található Long Islandre,  az ott található Fort Strongba: Wernher von Braun, Erich W. Neubert, Theodor A. Poppel, August Schulze, Eberhard Rees, Wilhelm Jungert és Walter Schwidetzky.
1945 végétől kezdve további három rakétafejlesztő csoport is érkezett az Egyesült Államokba, hogy besorolják őket az állományba a „háborús osztály különleges alkalmazottaiként” a texasi Fort Blissben és a White Sands Proving Groundsban, Új-Mexikóban.
1945 és 1952 között az Egyesült Államok légiereje alkalmazta a legtöbb, Gemkapocs művelettel az USA-ba jutott szakembert; mintegy 260 főt. Közülük később 36 fő visszatért Németországba, egy (Walter Schreiber) pedig Argentínába emigrált.
Légijárművek tervezésével foglalkozó nyolcvanhat mérnököt helyeztek át az ohiói Wright Fieldbe, ahol az Egyesült Államokban a Luftwaffe-repülőgépek és felszerelések működésének feltárásával foglalkozó Lusty program (Luftwaffe Secret Technology) munkáját támogatták.
1946-ban az Egyesült Államok Bányászati Hivatala is hét német szintetikusüzemanyag-kutatót vett alkalmazásba a Fischer-Tropsch vegyipari üzemében, a louisianai Missouriban.
1949. június 1-jén az Egyesült Államok Hadseregének főparancsnoka a Redstone Arsenalt jelölte ki az alabamai Huntsville-ben a hadsereg rakétakutatási központjaként. 1950. április 1-jén a Fort Bliss rakétafejlesztési programot – beleértve Von Braunt és több mint 130, Gemkapocs műveletben részt vevő munkatársát – áthelyezték a Redstone Arsenalba.
1950 elején a Gemkapocs műveletben részt vevő szakemberek egyesült államokbeli hivatalos tartózkodását a mexikói amerikai konzulátuson keresztül legalizálták Ciudad Juárezben; így már a német tudósok Mexikóból törvényesen léphettek be az Egyesült Államokba.
1959-ben további 94 német szakembert vontak be a Gemkapocs műveletbe, és vittek át az Egyesült Államokba, közöttük Friedwardt Winterberget és Friedrich Wigandot.
A teljes, 1990-ig tartó Gemkapocs művelet keretein belül mintegy 1600 német szakembert helyeztek át az Egyesült Államokba a szellemi jóvátétel részeként, és becslések szerint ők ott mintegy 10 milliárd dollár értékű szellemi tulajdont (szabadalmak, technológiai megoldások) hoztak létre.

## A Gemkapocs műveletben részt vevők kitüntetései

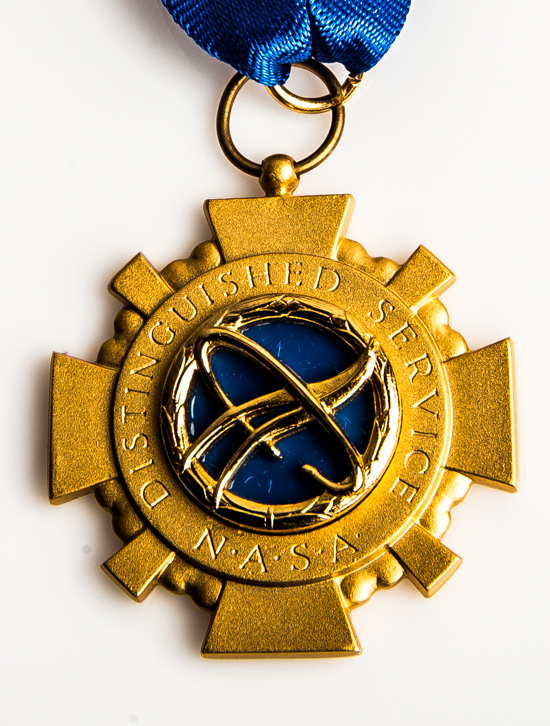
A NASA kiváló szolgálatáért érdemérem (NASA Distinguished Service Medal)

A NASA kiváló szolgálatáért érdemérem (NASA Distinguished Service Medal) a legmagasabb díj, melyet a Nemzeti Repülési és Űrügynökség (NASA) kiadhat. A NASA több mint két évtizedes szolgálati idejük és a hivatal vezetése okán a Gemkapocs műveletben négy részt vevőt is ezzel a kitüntetéssel díjazott 1969-ben, ők Kurt Debus, Eberhard Rees, Arthur Rudolph és Wernher von Braun. Ernst Geissler szintén ezt a díjat kapta meg 1973-ban.
A Védelmi Minisztérium kiváló polgári szolgálatának díja (The Department of Defense Distinguished Civilian Service Award) az Egyesült Államok Védelmi Minisztériuma által kiadható legmagasabb polgári díj. Két évtizedes szolgálat után Siegfried Knemeyer Gemkapocs-tag 1966-ban nyerte el ezt a díjat.
A Goddard Űrhajózási Díj (Goddard Astronautics Award) a legmagasabb megtiszteltetés az Egyesült Űrhajózási és Űrhajózási Intézet (AIAA) által az űrhajósítás területén elért eredményekért. A Gemkapocs művelet három tagja érdemelte ki ezt a díjat: Wernher von Braun (1961), Hans von Ohain (1967) és Krafft Arnold Ehricke (1984).
Két holdkráter is Gemkapocs tudósoknak állít emléket: A Debus kráter Kurt Debus után, míg a Von Braun kráter Wernher von Braun után kapta a nevét.

## Kétségek és nyomozások
A program hivatalos jóváhagyása előtt Harry S. Truman elnök mintegy tizenhat hónapig vívódott a  programmal kapcsolatban. Évekkel később, 1963-ban, úgy emlékezett, bár vonakodott jóváhagyni a Gemkapocs műveletet, végül a Szovjetunióval való (fagyos) kapcsolat miatt „ezt meg kellett tenni és megtettük”.
A Gemkapocs több tudósát is megvizsgálták, mivel a háború alatt szinte mindannyian valamilyen kapcsolatban álltak a Nemzetiszocialista Német Munkáspárttal. Végül csak egy Gemkapocs-tudóst, Georg Rickhey-t vonták ez ügyben eljárás alá, de sem Amerikában, sem Németországban nem nyilvánítottak bűnösnek egyetlen Gemkapocs-szakembert sem. Rickhey-t 1947-ben küldték vissza Németországba, hogy bíróság elé álljon a Mittelbau-Dora-eljárásban, ahol felmentették a vádak alól.
1951-ben, hetekkel Walter Schreibernek az Egyesült Államok érkezése után, a Boston Globe feltárta, hogy köze lehet a Kurt Blome által Ravensbrückben végzett emberkísérletekhez. Ő ezek után Argentínába emigrált az amerikai katonaság hathatós segítségével.
1984-ben Arthur Rudolph, aki a második világháború alatt a V–2 rakétagyártás műveleti igazgatójaként tevékenykedett, vád alá került a Dora-komplexum építésénél alkalmazott  kényszermunkások ügyében. Ő végül lemondott az amerikai állampolgárságáról és Nyugat-Németországba költözött, mely állampolgárságot adott neki.
Ötven éven át, 1963 és 2013 között, a Hubertus Strughold, az Űrgyógyászat atyja elnevezésű Strughold-díj az innovációk, mint például az űröltözet és az űrlakás-támogató rendszerek, az űrgyógyászati eljárások legrangosabb díja volt. 2013. október 1-jén a The Wall Street Journalban 2012. december 1-jén megjelent egy cikk, mely szerint az alapító a második világháborúban emberkísérletekben vett részt. Ez után a díj kiadását visszavonták.

## Morális megfontolások
Maga a művelet nagyon sok kérdőjelet hagyott maga után, és a teljes történet megismerése is várat még magéra, a titkosszolgálatok csak lassan oldják fel az aktákat a titkosítások alól. Egyik oldalon áll az Egyesült Államok megfontolása, hogy a német tudósok bevonásával a tudomány rohamos fejlődése felülír minden más egyéb megfontolást. Nyilván ezáltal sokan felmentést kaptak közülük a háborús tetteik alól, illetve Walter Schreiber Argentínába szökését a felelősségre vonás elől az amerikai hadsereg segítette.
Vannak olyan vélemények is, akik szerint a művelet után nem a tudósok lettek amerikaiak, hanem egy fordított folyamat, (ismét) egy nácifikáció (angolul: nazification) zajlott le, azaz az amerikai tudományos életbe szivárgott be a volt náci tudósok után ez a szemléletmód, ami az „állandó háborús gondolkodás, a korlátlan háborús gondolkodás” kifejezésekkel jellemezhető. Más vélemények szerint akár Wernher von Braunt, de legalábbis csapatának jó néhány tagját kivégezték volna a Németországban elkövetett bűneikért, ha a Gemkapocs nem menti őket ki onnan.
Másfelől pedig az is kérdéses, hogy mennyire volt jogszerű ezeket az embereket elhurcolni. Ezt a nagyhatalmak a „szellemi jóvátétel”-re hivatkozva tették, ami egyrészt nem jogi fogalom, másrészt egyetlen békeszerződésben sem szerepelt ennek a ténye, a résztvevők titkos műveletekkel hajtották végre ezt a „jóvátételt”, saját önös érdekeiket a többi szövetséges érdekei elé helyezve.
Két idézet illik ide Wernher von Brauntól:
A tudomány önmagában nem rendelkezik erkölcsi dimenzióval. Olyan, mint egy kés. Ha sebésznek vagy gyilkosnak adod őket, mindenki a saját módján fogja használni.
illetve
Országom két világháborút veszített, ezúttal a nyertesek oldalán akarok állni.

## A legfontosabb Gemkapocs szakértők

### Repülés és rakétatechnológia
Hans Amtmann (vezető tervező a Vogh műveknél), Herbert Axster (V-2), Anton Flettner (repülőmérnök, rotorfejlesztések), Erich Ball, Oscar Bauschinger, Hermann Beduerftig, Rudi Beichel, Anton Beier, Herbert Bergeler, Magnus von Braun (Wernher bátyja, V-2), Wernher von Braun (V-2), Theodor Buchhold (rakétatechnikus), Walter Burose, Adolf Busemann (szuperszonikus repülés), GN Constan, Werner Dahm (korai űrrepülés), Konrad Dannenberg (V-2), Kurt H. Debus (V-2), Gerd De Beek, Walter Dornberger (V-2), Gerhard Drawe, Friedrich Dürr, Ernst R.G. Eckert (űrbeli filmkezelés), Otto Eisenhardt, Krafft Arnold Ehricke (rakétatechnika, űrkolonizáció), Alfred Finzel, Edward Fischel, Karl Fleischer, Anselm Franz (Jumo 004), Herbert Fuhrmann, Ernst Geissler , Werner Gengelbach, Dieter Grau (V-2), Hans Grüne, Herbert Gündel, Fritz Haber, Heinz Haber, Karl Hager, Guenther Haukohl , Karl Heimburg, Emil Hellebrand, Gerhard Heller, Bruno Helm, Rudolf Hermann, Bruno Heusinger, Hans Heuter, Günther Hintze, Sighard F. Hörner (Fieseler Fi 156 Storch), Kurt Hohenemser (helikopter-tervezés), Oscar Holderer (V-2), Hans Henning Hosenthien (V-2), Walter Jacobi (V-2), Erich Kaschig, Ernst Klaus, Theodore Knacke, Siegfried Knemeyer, Heinz-Hermann Kölle (V-2), Gustav Kroll, Werner Kürs, Hermann Kurzweg, Hermann Lange, Hans Lindenberg, Hans Lindenmayer, Alexander Martin Lippisch (Messerschmitt Me 163), Robert Lusser (Fi 103, Argus), Hans Maus, Helmut Merk, Joseph Michel, Hans Milde, Heinz Millinger, Rudolf Minning, Willi Mrazek, Hans Multhopp (Focke-Wulf Ta 183), Erich Neubert, Gerhard Neumann (Flying Tigers), Hans von Ohain (a német sugárhajtóművek tervezője), Robert Pätz, Hans Palaoro, Kurt Patt, Hans Paul, Arnold Peter, Theodor Poppel, Werner Rosinski, Heinrich Rothe, Ludwig Roth (Wasserfall Ferngelenkte FlaRakete), Arthur Rudolf (V-2), Friedrich von Saurma (V-1), Edgar Schaeffer, Martin Schilling, Helmut Schlitt, Albert Schuler, August Schulze, Walter Schwidetzky, Ernst Steinhoff (berepülőpilóta), Wolfgang Steurer, Ernst Stuhlinger (V-2 irányítási rendszerek), Kurt Tank (Focke-Wulf Fw 200 Condor), Bernhard Tessmann ("Projekt Zement"), Adolf Thiel (V-2), Georg von Tiesenhausen, Werner Tiller, JG Tschinkel, Arthur Urbanski, Fritz Vandersee, Richard Vogt (Blohm & Voss BV 141), Woldem Arno (Messerschmitt P.1101), Werner Voss, Theodor Vowe, Herbert A. Wagner (Henschel Hs 293), Hermann Weidner, Günter Wendt, Walter Fritz Wiesemann

### Építészet
Heinz Hilten, Hannes Luehrsen

### Elektrotechnika
(ideértve az irányító rendszereket, a radar-rendszereket és a műhold-technikát is)
Wilhelm Angele (rakétavezérlés), Ernst Baars (akkumulátortechnika), Josef Böhm, Hans Fichtner (V-2 elektromos rendszerek), Hans Friedrich, Eduard Gerber, Georg Goubau (elektromágneses hullámok, ionizált plazma), Walter Häussermann (V-2 analóg számítógépek szimulációja), Otto Heinrich Hirschler (V-2 repülésszimuláció), Otto Hoberg, Rudolf Hölker, Hans Hollmann (radartechnika), Helmut Hölzer (átviteltechnika, giroszkópok), Horst Kedesdy, Kurt Lehovec (integrált elektronika), Kurt Lindner, JW Mühlner, Fritz Müller (A3, A5, V-2 rakétavezérlés), Johannes Plendl (navigációs rendszerek), Fritz Karl Preikschat (telekommunikáció), Eberhard Rees, Gerhard Reisig, Harry Ruppe, Heinz Schlicke, Werner Sieber, Othmar Stützer, Albin Wittmann, Hugo Wördemann, Albert Zeiler, Hans K. Ziegler (napcellák)

### Anyagtudomány
Claus Scheufelen, Rudolf Schlidt

### Orvostudomány
Beleértve a biológiai fegyvereket, a vegyi fegyvereket és az űrgyógyászatot is.
Theodor Benzinger (légzésfiziológia, harctéri sérülések), Rudolf Brill, Konrad Johannes Karl Büttner, Richard Lindenberg (a Luftwaffe patológusa volt), Walter Schreiber (biológiai fegyverek), Hubertus Strughold (szuperszonikus repülés fiziológiai hatásai), Hans Georg Clamann, Erich Traub (virológia), Kurt Plotner (igazságszérumok)

### Fizika
Gunter Guttein, Gerhard Schwesinger, Gottfried Wehner, Helmut Weickmann, Friedwardt Winterberg (általános relativitáselmélet, Planck-egységek, magfúzió és plazmatechnika)

### Kémia és vegyipar
Helmut Pichler, Leonard Alberts; Ernst Donath, Hans Schappert, Max Josenhaus, Kurt Bretschneider, Erich Frese, Kurt Blome (szarin ideggáz fejlesztése)

## Hasonló műveletek
- APPLEPIE: A Wehrmacht, az RSHA AMT VI és a Szovjetunió iparát és gazdaságát jól ismerő tisztviselők begyűjtésére és kihallgatására szolgáló projekt[32]
- DUSTBIN (az ASHCAN része): Angol-amerikai katonai hírszerző művelet eleinte Párizsban, majd a frankfurti Kransberg kastélyban
- ECLIPSE (1944): Légi leszerelési  és a V-1 és V-2 rakéták megsemmisítésére szolgáló háború utáni művelet[33]
- Safehaven: Az ECLIPSE-n belüli amerikai projekt célja a náci tudósok szökésének a megakadályozása volt a szövetségesek által megszállt Németországból[32]
- FIAT: A Terepi Információs Műszaki Ügynökség (Field Information Agency; Technical; FIAT) művelet célja "a győzelem kiaknázása, a tudomány fejlődése, valamint az Egyesült Nemzetek Szervezete tagjainak termelésének és életszínvonalának javítása a német módszerek megfelelő kiaknázásával az Egyesült Államokban" volt. Ezt a műveletet "váltotta le" a Gemkapocs művelet, így a FIAT 1947-ben fejeződött be.
- Alsos művelet,[32] Big művelet, Epsilon művelet, Orosz Alsos művelet: szovjet, amerikai és brit erőfeszítések a német nukleáris titkok, felszerelések és személyzet megszerzésére
- Operation Backfire: Brit próbálkozás a rakéta- és a repüléstechnika megértésére, majd rakéták összeszerelése és tesztelése a Cuxhavenben
- Fedden Mission: Brit művelet a fejlett német repülőgépekkel és azok meghajtórendszereivel kapcsolatban.
- Lusty művelet: Az Egyesült Államok művelete a német repüléstechnikai megoldások, technológiák és személyzet megszerzésére
- Oszoaviahim művelet: A Gemkapocs művelet szovjet változata, a begyűjtött német technikusokat, vezetőket, képzett munkásokat és családtagokat 1946 októberében „költöztették” a Szovjetunióba.
- Urwald művelet: (őserdő művelet) Német tudósok és szakértők evakuációs programja a harmadik világba. A műveletet törölték.
- Surgeon művelet: (sebész művelet) brit művelet egyrészt a szovjetek megtévesztésére, másrészt német tudósok megszerzésére
- Special Mission V-2 (Blossom művelet, Broomstick-tudósok, Hermes projekt, Sandy és Pushover műveletek):  1945 áprilisában William Bromley őrnagy vezette csapat  Kohnsteinból, a szovjet megszállási övezetből „mentett ki” V-2 gyártósorokat, felszereléseket és dokumentációt.
- Target Intelligence Committee: (Célintelligencia Bizottság) a német kriptográfiai fejlesztések kiaknázására indított amerikai projekt

## Fordítás
- Ez a szócikk részben vagy egészben  az   Operation Paperclip című angol Wikipédia-szócikk ezen változatának fordításán alapul.  Az eredeti cikk szerkesztőit annak laptörténete sorolja fel. Ez a jelzés csupán a megfogalmazás eredetét és a szerzői jogokat jelzi, nem szolgál a cikkben szereplő információk forrásmegjelöléseként.